# 平田昭彥
平田昭彥（1927年12月16日—1984年7月25日），出生於日占朝鮮京城府（今首爾）的日本電影演員，是日本當代特攝片中著名的演員。

## 早期生活
平田昭彥自幼便就讀陸軍幼年學校，是一個在極為特殊的環境中長大的人，之後對演藝方面產生了興趣，而在就讀東京大學時，參加了演藝系，而在母親的推薦下，加入新東寶參與演藝活動。
太平洋戰爭末期就讀陸軍官校，直到戰後才被廢校。之後在1950年進入東京貿易社（三菱），曾一度放棄演藝夢想，不過因為山口淑子支持他向演藝圈發展，終於在1953年正式加入東寶公司。

## 電影生涯
因為受其兄小野田嘉幹的影響，在他大學生活中曾在新東寶公司擔任導演助理。1953年出演處女作《抱擁》。
1953年他在電影《男兒淚》擔任主演，可惜並沒有受到很大的迴響，而此後多部電影都以配角的身分演出，最常扮演博士和軍人的角色。
多年和導演本多豬四郎、岡本喜八、福田純和稻垣浩等著名導演合作，也多次參與《哥吉拉系列電影》，成為當時最著名的特攝片演員之一。
1961年，和女星久我美子共同演出電影《大阪城物語》，因為這次的邂逅使平田對久我展開熱烈追求，最後兩人終於結婚，並由著名導演稻垣浩當媒人，而兩人結婚後的感情一直相當和睦。
1984年7月24日，出道31年的平田昭彥因淋巴癌過世，享年56歲。

## 電影軼事
據說在1984年要拍攝《哥吉拉》時，導演橋本幸治為了延續1954年那樣的經典情節，特地邀請平田再度擔任消滅哥吉拉的博士角色，但平田因病情嚴重而婉拒，並從此息影，而原本的博士角色改由夏木陽介替代，無法再延續先前的故事性進行相當遺憾。

## 電影作品
＊粗體字代表擔任主要角色

### 1950年代
- 抱擁（1953年）- 山岡
- 男兒淚（1953年）- 西川龍作
- 再見了拉包爾 最後的戰鬥機（1954年）- 野口中尉
- 宮本武藏（1954年）- 吉岡清十郎
- 哥吉拉（1954年）- 芹澤大助博士
- 宮本武藏 一乘寺決鬥（1955年）- 吉岡清十郎
- 鞍馬天狗 御用盜異變（1955年）- 入江定信
- 空中大怪獸拉頓（1956年）- 柏木久一郎博士
- 黑帶三國志（1956年）- 伊庭俊介
- 地球防衛軍（1957年）- 白石亮一
- 眠狂四郎無賴控第二集 圓月殺法（1957年）- 源次
- 柳生武藝帳（1957年）- 柳生友矩
- 最後的逃脫（1957年）- 孫化南
- 美女和液體人（1958年）- 搜查課長富永
- 大怪獸巴朗（1958年）- 藤村博士
- 暗黑街的顏役（1959年）- 須藤
- 潛艇イ-57號不投降（1959年）- 中澤中尉
- 日本誕生（1959年）- 吉備武彥
- 劍豪情史（1959年）- 赤星左近

### 1960年代
- 暗黑街的對決（1960年）- 天堂進
- 電送人間（1960年）- 小林警部
- 男對男（1960年）- 鳥海
- 太平洋之嵐（1960年）- 飛行長
- 獨立愚連隊西進（1960年）- 大江大尉
- 大阪城物語（1961年）- 薄田隼人正
- 摩斯拉（1961年）- 國立聯合核子研究協會院長
- 椿三十郎（1961年）- 寺田文治
- 黑色畫集 寒流（1961年） - 桑山英己
- 暗黑街的彈痕（1961年） - 警處搜查主任
- 破曉決死鬥（1961年） - 後藤
- 斷崖的決鬥（1961年） - 大瀧
- 忠臣藏（1962年） - 岡島八十右衛門
- 妖星哥拉斯（1962年）- 鳳號艇長遠藤
- 金剛對哥吉拉（1962年）- 重澤博士
- 暗黑街之牙（1962年）- 高梨所長
- 夏威夷的若大將（1963年）- 戸井田教授
- 太平洋之翼（1963年）- 加藤航空隊副長
- 青島要塞爆擊命令（1963年）- 吉川大尉
- 海底軍艦（1963年）- 穆國第23號工作人員
- 三大怪獸 地球最大決戰（1964年）- 沖田課長
- 士魂魔道 大龍卷（1964年）- 曽我又左衛門
- 100發100中（1965年）- 小森
- 侍（1965年）- 増位惣兵衛
- 暗黑街全滅作戰（1965年）- 島田治
- 太平洋奇蹟的作戰 金斯卡島（1965年）- 軍醫長工藤
- 哥吉拉·伊比拉·摩斯拉 南海大決鬥（1966年）- 龍尉隊長
- 狂暴的豪右衛門（1966年）-
- 新事件記者　大都會的陷阱（1966年）- 矢野浩三
- 佐佐木小次郎（1967年）- 細川忠興
- 日本最長的一日（1967年）- 厚木基地副司令
- 怪獸島決戰 哥吉拉之子（1967年）- 藤崎
- 聯合艦隊司令長官 山本五十六（1968年）- 戰務參謀渡邊
- 風林火山（1969年）- 諏訪賴重
- 緯度0大作戰（1969年）- 姿博士
- 日本海大海戰（1969年）- 津野田參謀

### 1970年代
- 瘋狂的突襲清水港（1970年）- 大政
- 激動的昭和史 軍閥（1971年）- 軍令部作戰部長富田
- 華麗一族（1974年）- 春田大藏省銀行局長
- 哥吉拉對機械哥吉拉（1974年）- 宮島秀人博士
- 機械哥斯拉的逆襲（1975年）- 真船博士
- 動脈列島（1975年）- 種村總裁的秘書
- 大空的武士（1976年）- 大薗中佐
- 寅次郎的故事19 寅次郎與貴族（1977年）- 藤堂宗通
- 惑星大戰爭（1977年）- 大石司令官

### 1980年代
- 二百三高地（1980年）- 長岡外史
- 聯合艦隊（1981年）- 下田飛行長
- スパルタの海（1983年）- 松本俊一 ※電影曾被列為禁片，於2011年重新上映
- 再見火星（1984年）- 井上龍太郎博士

## 電視劇
- 超異象之謎（1966年）- 花澤主任（第16集）
- 超人力霸王（1966年）- 岩本博士
- 超人七號（1967年）- 柳川參謀（第1集）
- 愛の戦士レインボーマン（1972年）- K先生
- 華麗一族（1974年）- 春田大藏省銀行局長
- 大鐵人17（1977年）- 哥米斯隊長